# Fortaleza de Kristiansten
La fortaleza de Kristiansten es una antigua estructura defensiva de Trondheim, Noruega. Fue erigida entre 1682 y 1684 como parte de la reconstrucción de la ciudad tras el incendio del 18 de abril de 1682, y su diseño fue responsabilidad de Johan Caspar von Cicignon y Anthony Coucheron. Fue nombrada en honor del rey Cristián V.
Situada sobre una colina, su función fue la de proteger a la ciudad por el oriente. Resistió el asedio sueco durante la Gran Guerra del Norte, en 1718. En 1816, cuando Noruega formaba parte de una unión personal con Suecia, la fortaleza comenzó a ser desmantelada. Actualmente, ya sin funciones militares, es conservada por el Estado como parte del patrimonio histórico de la ciudad.

## Galería de imágenes

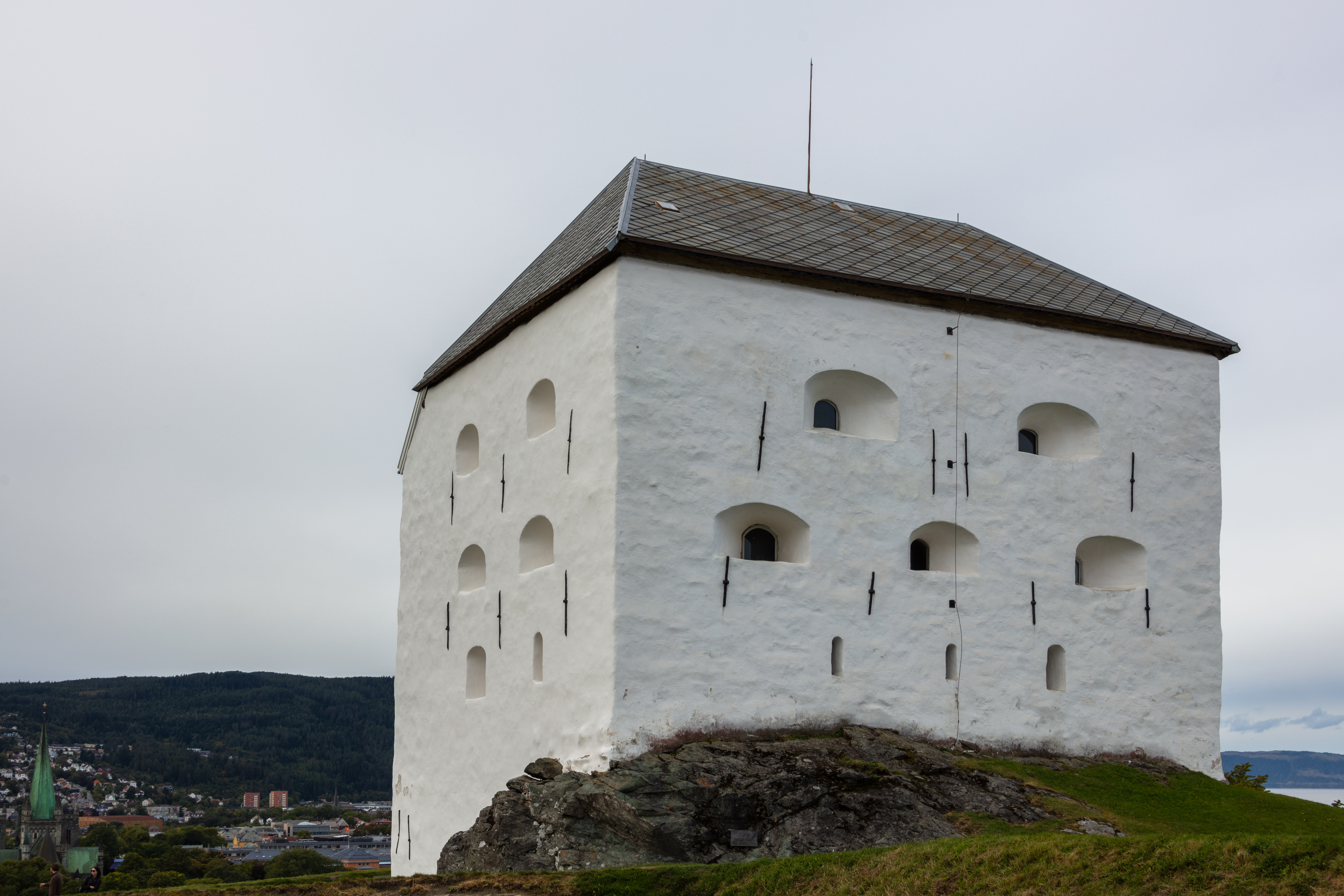